# Derek John de Solla Price Award
Der Derek John de Solla Price Award ist eine Auszeichnung, die an den Begründer der Szientometrie Derek de Solla Price erinnert.
Sie wird seit 1984 von der Zeitschrift Scientometrics an Informationswissenschaftler vergeben, die herausragende Beiträge auf dem Gebiet der quantitativen Wissenschaftsforschung geleistet haben. Zunächst wurde die Auszeichnung jährlich vergeben, seit 1993 zweijährlich im Rahmen der International Conference of the International Society for Scientometrics and Informetrics.

## Preisträger
- 1984: Eugene Garfield
- 1985: Michael J. Moravcsik
- 1986: Tibor Braun
- 1987: Vasily V. Nalimov und Henry Small
- 1988: Francis Narin
- 1989: Bertram C. Brookes und Jan Vlachý
- 1993: András Schubert
- 1995: Anthony F. J. Van Raan und Robert K. Merton
- 1997: John Irvine, Ben R. Martin und Belver C. Griffith
- 1999: Wolfgang Glänzel und Henk F. Moed
- 2001: Ronald Rousseau und Leo Egghe
- 2003: Loet Leydesdorff
- 2005: Peter Ingwersen und Howard D. White
- 2007: Katherine W. McCain
- 2009: Péter Vinkler und Michel Zitt
- 2011: Olle Persson
- 2013: Blaise Cronin
- 2015: Mike Thelwall
- 2017: Judit Bar-Ilan
- 2019: Lutz Bornmann
- 2021: Ludo Waltman
- 2023: Richard Klavans, Kevin W. Boyack
- 2025: Gunnar Sivertsen